# 穆罕默德·赛义德
穆罕默德·赛义德（阿拉伯语：‎，2003年3月3日—），埃及男子击剑运动员，2024年非洲击剑锦标赛男子重剑个人和男子重剑团体金牌得主、2024年夏季奥林匹克运动会男子重剑个人铜牌得主。